# Muhuang (köpinghuvudort i Kina, Guizhou Sheng, lat 28,09, long 108,69)
Muhuang (kinesiska: 木黄, 木黄镇) är en köpinghuvudort i Kina. Den ligger i provinsen Guizhou, i den sydvästra delen av landet, omkring 260 kilometer nordost om provinshuvudstaden Guiyang. Antalet invånare är 19 428. Befolkningen består av 9 653 kvinnor och 9 775 män. Barn under 15 år utgör 28,0 %, vuxna 15-64 år 59 %, och äldre över 65 år 11,0 %.